# WinRAR
WinRAR은 셰어웨어인 압축 소프트웨어이다. 유진 로셜(Eugene Roshal)이 개발한 RAR 포맷을 마이크로소프트 윈도우에서 사용하기 위해 만들어졌다. RAR 또는 ZIP 파일 포맷으로 된 압축 파일을 만들고 볼 수 있으며 수많은 압축 파일 포맷을 풀 수 있다.

## 개발자
개발자는 Eugene Roshal이며, 그의 형제 알렉산더 로셜이 소프트웨어 사업에 참여하였다. Eugene Roshal은 1972년 3월 10일에 러시아에서 태어났고, 전자 학부를 전공하여 남 우랄 대학교를 졸업하였다.

## 기능
- 압축할 때에는 RAR, ZIP 포맷을 지원하며, 압축을 풀 때에는 CAB, ARJ, LZH, TAR, GZ, ACE, UUE, bBZ2, JAR, ISO, 7z, Z을 지원한다.
- 자동 압축풀림 및 다중 볼륨 (여러 파일로 나누기) 압축 파일을 만들 수 있다.
- 복구 레코드와 복구 볼륨을 통해 데이터 여유도를 제공함으로써 문제가 생긴 압축 파일을 복구할 수 있다.
- 고급 NTFS 파일 시스템 옵션, 파일 이름의 유니코드 사용을 지원한다.
- 256키의 고급 암호 표준을 사용하여 압축을 풀 수 있다.

## 버전 및 포팅
다른 운영 체제를 위한 WinRAR은 없으나 같은 제작자로부터 RAR 형식을 지원하는 다른 압축 프로그램이 만들어졌다.
- 두드러진 변경 사항이 있던 버전으로는 다음과 같다:
  - 3.50 베타 1부터 WinRAR은 인터페이스 스킨과 테마 지원을 추가한다.
  - 3.50 정식 버전부터 WinRAR은 Windows XP x64를 지원한다.
  - 3.51 정식 버전부터 몇 가지 보안 취약성과 버그를 수정한다.
  - 3.60 베타 1부터 WinRAR은 스레드 버전의 압축 알고리즘을 포함하며, 이로써 듀얼 코어나 하이퍼스레딩을 사용하는 CPU의 압축 속도를 개선한다.
  - 3.70 베타부터 WinRAR은 윈도우 비스타를 지원한다.
  - 3.90 베타부터 공식적으로 64비트 Winrar가 나왔다.
- 그이후 버전
  - 버전 정보(영문사이트)

### WinRAR 언플러그드
WinRAR 언플러그드(Unplugged)는 WinRAR의 포팅 버전으로서 플래시 드라이브에 넣어 가지고 다니기 쉽게 하였다.

## 이스터 에그
- 버전 3.20 이상을 사용할 때, "About WinRAR" 대화 상자 왼쪽의 어카이브 북을 클릭하면 그 북이 음향 효과와 함께 튀어나온다.
- "About WinRAR" 대화 상자 안의 "WinRAR" 그림을 마우스로 가리키면 바닷가 애니메이션이 나타난다.

## 같이 보기
- 압축 소프트웨어의 비교